# Cyparissos Stephanos
Cyparissos Stephanos (em grego:  Κυπάρισσος Στέφανος, também transliterado como Kyparissos Stefanos; Ceos, Grécia, 11 de maio de 1857 – Atenas, 27 de dezembro de 1917) foi um matemático grego, introdutor do sistema désmico.
Obteve um doutorado em 1878 na Universidade de Atenas. Em 1879 tornou-se membro da Société mathématique de France. No início da década de 1880 estudou matemática em Paris, publicando artigos em diversos periódicos. Retornou para a Grécia em 1884, sendo indicado professor honorário e em 1890 professor ordinário da Universidade de Atenas. Foi também professor da Universidade Técnica Nacional de Atenas e da Academia Naval Helênica.
Foi palestrante convidado do Congresso Internacional de Matemáticos em Zurique (1897), Paris (1900), Heidelberg (1904: Sur une catégorie d'équations fonctionnelles ), Roma (1908) e Cambridge (1912).

## Publicações selecionadas
- «Sur les systèmes desmiques de trois tétraèdres». Bulletin des Sciences Mathématiques et Astronomiques. 3 (1): 424–456. 1879
- «Sur une configuration remarquable de cercles dans l'espace». Comptes Rendus. 93: 578–580. 1881
- «Sur une extension du calcul des substitutions linéaires». Journal de Mathématiques Pures et Appliquées: 73–128. 1900
- «Sur les forces donnant lieu à des trajectories coniques». Crelle's Journal. 131: 136–151. 1906